# Armando Ribeiro
Armando Ribeiro de Aguiar Malda (Sopelana, Vizcaya, 16 de enero de 1971), conocido como Armando, es un exfutbolista que jugaba de portero. Desarrolló la mayor parte de su carrera en el Cádiz C. F., donde jugó entre 1999 y 2008. Su último equipo fue el Athletic Club, equipo en el que jugó dos temporadas y media hasta su retirada en 2010 para pasar a trabajar como entrenador de porteros en las categorías inferiores del club. Su hijo, Alain Ribeiro, juega como medio centro ofensivo en el Numancia.

## Trayectoria
Se formó en la S. D. Ugeraga de su localidad natal. Con diecisiete años se incorporó a las categorías inferiores del C. D. Logroñes. En 1992 firmó por el filial del Real Sporting de Gijón, donde jugó nueve partidos en la Segunda División B. En la temporada 1993-94 fichó por el Club Bermeo, aunque en enero de 1994 se incorporó al Deportivo Alavés y disputó un único partido. Pasó la temporada 1994-95 de nuevo en el Bermeo, con quien jugó treinta y seis encuentros. Tras cuatro campañas en Segunda B, pasó tres años con el Alavés en Segunda División. De cara a la temporada 1998-99 se incorporó al Barakaldo C. F., donde disputó dieciocho partidos hasta que en enero de 1999 fue contratado por el Cádiz C. F.
Allí permaneció nueve años y logró un Trofeo Zamora y dos ascensos: uno a Segunda División en la campaña 2002-03 y otro a Primera División en la 2004-05. El 28 de agosto de 2005 debutó en Primera en la derrota del Cádiz por 1-2 ante el Real Madrid C. F. En total, disputó 273 partidos con el club andaluz, veinticinco de ellos en Primera División.
En enero de 2008 fichó por el Athletic Club hasta el final de la temporada 2007-08, tras la lesión del portero Gorka Iraizoz. El 3 de febrero debutó con el conjunto rojiblanco en el estadio de La Romareda en un encuentro contra el Real Zaragoza que finalizó 1-0. El 15 de marzo sufrió varias heridas de gravedad en la cara debido al impacto de una botella lanzada por un aficionado del Real Betis Balompié durante un encuentro en el estadio Manuel Ruiz de Lopera; el árbitro decretó la suspensión del mismo a falta de veintidós minutos para que concluyera. Tras un total de dieciséis partidos jugados, el Athletic decidió renovar su contrato al final de la campaña. En sus dos últimas temporadas fue suplente de Iraizoz y solo jugó cinco partidos más. El 15 de mayo de 2010 disputó su último encuentro como profesional, siendo el futbolista más veterano del Athletic Club en su historia, ante el R. C. Deportivo de La Coruña en el estadio de San Mamés, el cual finalizó con una victoria de su equipo por 2-0.
Desde su retirada, ejerce como preparador de porteros en las categorías inferiores del Athletic, desde el cadete A al Basconia.

## Clubes
| Club                       | País   | Año       |
| -------------------------- | ------ | --------- |
| C. D. Logroñés "B"         | España | 1988-1992 |
| Real Sporting de Gijón "B" | España | 1992-1993 |
| Club Bermeo                | España | 1993-1994 |
| Deportivo Alavés           | España | 1994      |
| Club Bermeo                | España | 1994-1995 |
| Deportivo Alavés           | España | 1995-1998 |
| Barakaldo C. F.            | España | 1998-1999 |
| Cádiz C. F.                | España | 1999-2008 |
| Athletic Club              | España | 2008-2010 |

## Palmarés

### Como jugador

#### Campeonatos nacionales
| Título           | Club        | País   | Año  |
| ---------------- | ----------- | ------ | ---- |
| Segunda División | Cádiz C. F. | España | 2005 |

#### Otros logros
| Título                     | Club        | País   | Año  |
| -------------------------- | ----------- | ------ | ---- |
| Ascenso a Segunda División | Cádiz C. F. | España | 2003 |

### Distinciones individuales
| Distinción                       | Año  |
| -------------------------------- | ---- |
| Trofeo Zamora (Segunda División) | 2005 |